# Chorlton, Cheshire East
Chorlton är en ort i civil parish Hough and Chorlton, i distriktet Cheshire East, i Storbritannien. Den ligger i grevskapet Cheshire och riksdelen England, i den södra delen av landet, 230 km nordväst om huvudstaden London. Chorlton ligger 59 meter över havet. Chorlton var en civil parish 1866–2023 när blev den en del av Hough and Chorlton. Civil parish hade 113 invånare år 2001. Byn nämndes i Domedagsboken (Domesday Book) år 1086, och kallades då Cerletune.
Terrängen runt Chorlton är platt. Runt Chorlton är det tätbefolkat, med 397 invånare per kvadratkilometer. Närmaste större samhälle är Stoke-on-Trent, 15,5 km öster om Chorlton. Omgivningarna runt Chorlton är en mosaik av jordbruksmark och naturlig växtlighet.